# コレージュ・ド・フランス

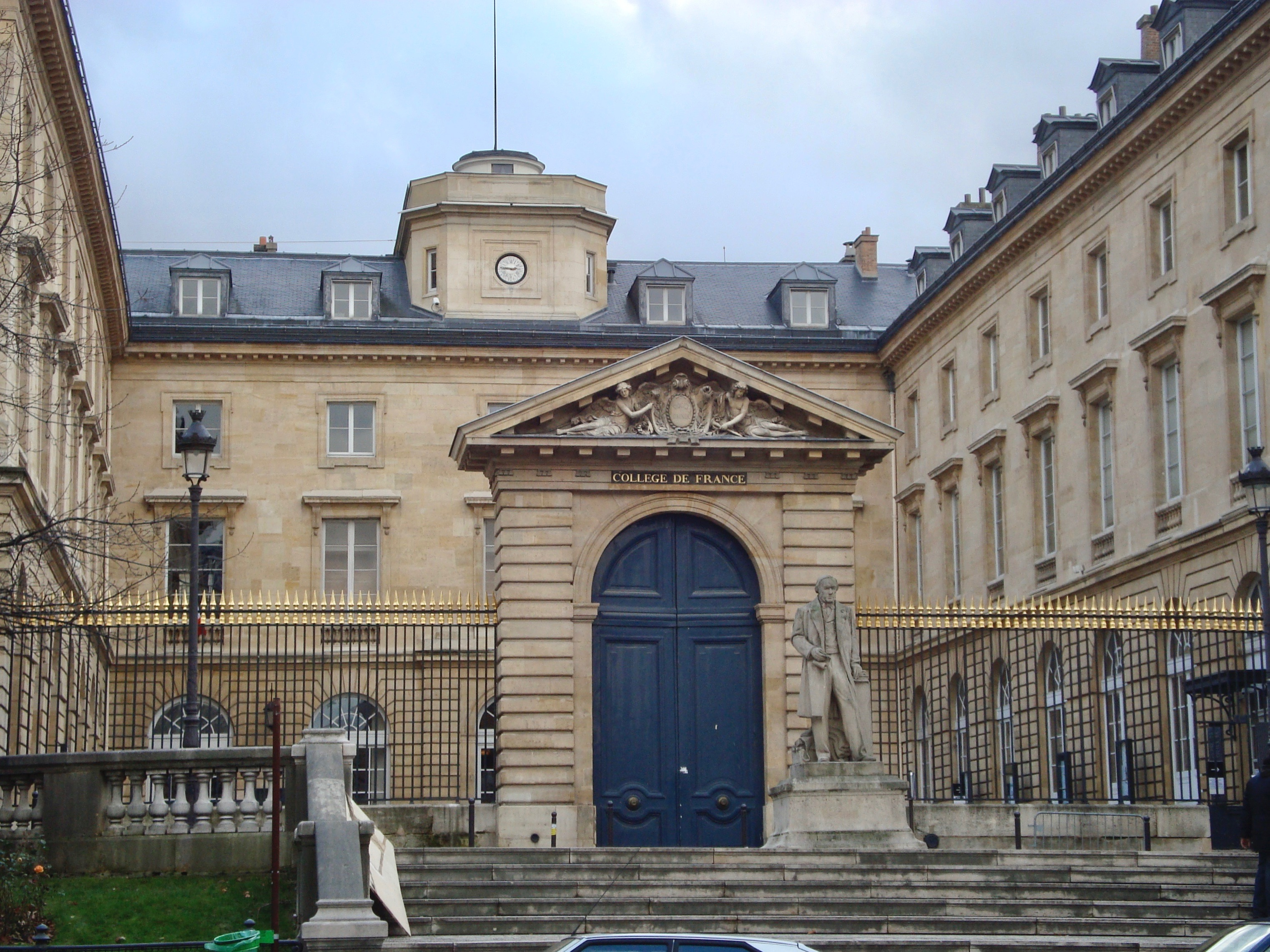
正面玄関

コレージュ・ド・フランス（Collège de France、略称 : CdF）は、フランス共和国における学問・教育の頂点に位置する国立の特別高等教育機関（グランテタブリスマン）である。「数学・物理・自然科学」、「哲学・社会学」、「歴史・文献学・考古学」、「医学・生物学」のなど様々な部門を持ち、世界で最も優れた学術研究機関の一つとされる。パリ5区カルチエ・ラタン、マルスロ＝ベルトラン広場にある。パリ人文科学研究大学（PSL）の加盟機関である。
講義自体は公開されており、一般の人々が受講することができるため、形式的には「市民大学」的なものとなっている。試験や学位授与などもない。約50の講座があり、教授はフランス学士院とコレージュ教授団の推薦により任命される。
教授に選任されることはフランスの当該領域における最高の権威として位置づけられることを意味する。事実、当校の教授は年間十数回程度の講義以外の義務を負わず、テーマの選定を含め学問上の一切の自由が保障されており、報酬も高額である。

## 沿革
1530年にフランス初のルネサンス君主といわれるフランソワ1世によって創設された「コレージュ・ロワイヤル（Collège Royal、王立教授団）」に由来する。スコラ学の牙城であったパリ大学（ソルボンヌ）に対し、自由な学問の研究機関として啓蒙的な役割を果たした。
設立当時の教授団はヘブライ語、古代ギリシア語、ラテン語、数学の教員6人であった（当時、ヘブライ語、ギリシア語を学ぶことは聖書の原典批判に通じるとして非難を受けることがあった）。
1870年にコレージュ・ド・フランスとなった。

## 教授に就任した主な人物

### 文学
- アダム・ミツキェヴィチ（Adam Mickiewicz)
- ポール・ヴァレリー（Paul Valéry）
- イヴ・ボヌフォワ（Yves Bonnefoy）
- ジェラール・ジュネット（Gérard Genette）
- ロラン・バルト（Roland Barthes）
- 加藤周一（招聘教授）

### 哲学
- ガブリエル・ド・タルド（Jean‐Gabriel de Tarde）
- アンリ・ベルクソン（Henri Bergson）
- モーリス・メルロー＝ポンティ（Maurice Merleau-Ponty）
- ミシェル・フーコー（Michel Foucault）
- ジャック・ブーヴレス（Jacques Bouveresse）
- イアン・ハッキング（Ian Hacking）
- エティエンヌ・ジルソン（Étienne Gilson）

### 心理学
- ピエール・ジャネ（Pierre Janet）

### 美学・美術史
- アンドレ・シャステル（André Chastel）
- マルク・フュマロリ（Marc Fumaroli）
- 高階秀爾（招聘教授）

### 音楽
- ピエール・ブーレーズ（Pierre Boulez）

### 歴史学
- ジャン＝フランソワ・シャンポリオン（Jean-François Champollion）
- フェルナン・ブローデル（Fernand Braudel）
- リュシアン・フェーヴル（Lucien Febvre）
- ロジェ・ディオン（Roger Dion）
- ジュール・ミシュレ（Jules Michelet）
- ジョルジュ・デュビー（Georges Duby）
- ジャン＝ピエール・ヴェルナン（Jean-Pierre Vernant）
- ジュール・オッペール（Jules Oppert）

### 人類学
- クロード・レヴィ＝ストロース（Claude Lévi-Strauss）
- マーティン・ピックフォード（Martin Pickford）

### 社会学
- ピエール・ブルデュー（Pierre Bourdieu）
- ピエール・ロザンヴァロン（Pierre Rosanvallon）
- レイモン・アロン（Raymond Aron）

### 経済学
- ミシェル・シュヴァリエ（Michel Chevalier）
- シャルル・ジッド（Charles Gide）

### 医学・生物学
- フランソワ・ジャコブ（Francois Jacob）
- アラン・ベルトス（Alain Berthoz）
- ジャック・リュシアン・モノー（Jacques Lucien Monod）
- フィリップ・サンソネッティ（Philippe Sansonetti）

### 数学
- ジャン＝ピエール・セール（Jean-Pierre Serre）
- ピエール＝ルイ・リオン（Pierre-Louis Lions）
- アラン・コンヌ（Alain Connes）
- ピエール＝ルイ・リオン（Pierre-Louis Lions）
- ドン・ザギエ（Don Zagier）
- ジャン＝クリストフ・ヨッコス（Jean-Christophe Yoccoz）
- ジャック・アダマール（Jacques Hadamard）
- カミーユ・ジョルダン（Camille Jordan）

### 物理学
- フレデリック・ジョリオ＝キュリー（Frédéric Joliot-Curie）
- アンドレ＝マリ・アンペール（Andre-Marie Ampère）
- ピエール＝ジル・ド・ジェンヌ（Pierre-Gilles de Gennes）
- クロード・コーエン＝タヌージ（Claude Cohen-Tannoudji）
- セルジュ・アロシュ（Serge Haroche）

### 天文学
- グザビエ・ル・ピション（Xavier Le Pichon）
- ジャック・フィリップ・マリー・ビネ（Jacques Philippe Marie Binet）